# Carbonate de baryum
Le carbonate de baryum (BaCO3), aussi dénommé withérite, est un composé chimique utilisé comme rodenticide ainsi que dans la préparation des briques, de la glaçure et du ciment.

## Préparation
Le carbonate de baryum est préparé industriellement à partir du sulfure de baryum (BaS) soit par traitement avec du carbonate de sodium (Na2CO3) à 60 à 70 °C, soit par traitement sous un flux de dioxyde de carbone à 40 à 90 °C.

## Réactivité
Le carbonate de baryum réagit avec les acides, comme l'acide chlorhydrique HCl, pour former des sels, comme le chlorure de baryum :
BaCO3 (s) + 2 HCl (aq) → BaCl2 (aq) + CO2 (g) + H2O (l)

## Utilisations
Le carbonate de baryum est communément utilisé dans l'industrie des céramiques, et entre dans la composition de la glaçure. Dans les industries de la brique, du carrelage, de la faïence et de la poterie, le carbonate de baryum est employé comme additif à l'argile pour faire précipiter les sels solubles, comme le sulfate de calcium ou le sulfate de magnésium, qui peuvent causer le phénomène d'efflorescence.
Le carbonate de baryum est utilisé pour la préparation des feux d'artifice, des fusées éclairantes. Il est également utilisé comme rodenticide et agent purifiant, catalyseur d'oxydation.